# موزه تاریخ هنگ کنگ

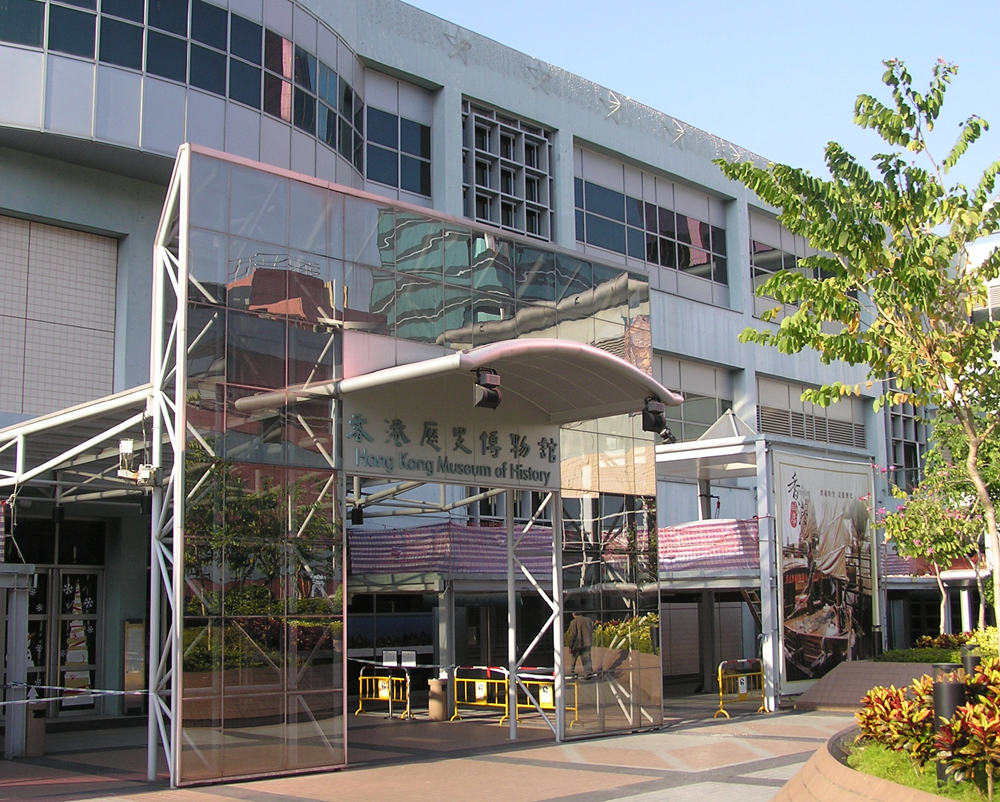
نمای بیرونی

موزه تاریخ هنگ کنگ (به چینی: 香港歷史博物館) موزه‌ای است که به حفظ میراث تاریخی و فرهنگی هنگ کنگ می‌پردازد.این موزه جنب موزه علم هنگ کنگ در کاولون هنگ کنگ قرار دارد.موزه دربرگیرنده‌ی آثاری از تاریخ طبیعی و باستان‌شناسی و مردم‌نگاری و تاریخ محلی است.